# Daisuke Nasu
Daisuke Nasu (那須 大亮 Nasu Daisuke?), född 10 oktober 1981, är en japansk fotbollsspelare som spelar för Vissel Kobe.
I augusti 2004 blev han uttagen i Japans trupp till fotbolls-OS 2004.